# Mistrzostwa Polski w Skokach Narciarskich 1998
73. Mistrzostwa Polski w Skokach Narciarskich – zawody o mistrzostwo Polski w skokach narciarskich, które odbyły się w dniach 27-29 marca 1998 roku na Średniej i Wielkiej Krokwi w Zakopanem.
W konkursie indywidualnym na skoczni normalnej zwyciężył Robert Mateja, srebrny medal zdobył Łukasz Kruczek, a brązowy – Andrzej Młynarczyk. Na dużym obiekcie najlepszy okazał się Mateja przed Wojciechem Skupieniem i Adamem Małyszem.
Konkurs drużynowy na normalnej skoczni wygrał zespół KS Wisła Wisła w składzie: Grzegorz Śliwka, Aleksander Bojda i Adam Małysz.

## Wyniki

### Konkurs indywidualny na normalnej skoczni (27.03.1998)
| Miejsce | Zawodnik           | Klub                | Skok 1 | Skok 2 | Punkty |
| ------- | ------------------ | ------------------- | ------ | ------ | ------ |
| 1.      | Robert Mateja      | TS Wisła Zakopane   | 90,5   | 88,5   | 252,0  |
| 2.      | Łukasz Kruczek     | LKS Klimczok Bystra | 86,0   | 82,5   | 228,0  |
| 3.      | Andrzej Młynarczyk | Start Zakopane      | 83,0   | 79,5   | 212,5  |
| 4.      | Adam Małysz        | KS Wisła Wisła      | 82,0   | 77,0   | 206,0  |
| 5.      | Kazimierz Bafia    | TS Wisła Zakopane   | 81,0   | 76,0   | 201,0  |
| 6.      | Marcin Sitarz      | Start Zakopane      | 79,0   | 76,5   | 197,0  |
| 7.      | Rafał Kuchta       | WKS Zakopane        | 79,0   | 77,0   | 194,5  |
| 8.      | Marcin Bachleda    | WKS Zakopane        | 81,5   | 71,5   | 194,0  |

W konkursie wzięło udział 52 zawodników.

### Konkurs drużynowy na normalnej skoczni (28.03.1998)
| Miejsce | Klub                 | Zawodnik                     | Nota zespołu |
| ------- | -------------------- | ---------------------------- | ------------ |
| 1. (1.) | KS Wisła Wisła I     | Grzegorz Śliwka              | 629,5        |
| 1. (1.) | KS Wisła Wisła I     | Aleksander Bojda             | 629,5        |
| 1. (1.) | KS Wisła Wisła I     | Adam Małysz                  | 629,5        |
| 2. (2.) | Start Zakopane       | Krystian Długopolski         | 603,5        |
| 2. (2.) | Start Zakopane       | Marcin Sitarz                | 603,5        |
| 2. (2.) | Start Zakopane       | Andrzej Młynarczyk           | 603,5        |
| 3. (3.) | LKS Klimczok Bystra  | Przemysław Kruczek           | 587,0        |
| 3. (3.) | LKS Klimczok Bystra  | Mariusz Maciaś               | 587,0        |
| 3. (3.) | LKS Klimczok Bystra  | Łukasz Kruczek               | 587,0        |
| 4. (4.) | TS Wisła Zakopane I  | Maciej Mroczkowski           | 576,5        |
| 4. (4.) | TS Wisła Zakopane I  | Kazimierz Bafia              | 576,5        |
| 4. (4.) | TS Wisła Zakopane I  | Robert Mateja                | 576,5        |
| 5. (6.) | WKS Zakopane I       | Marcin Bachleda              | 564,5        |
| 5. (6.) | WKS Zakopane I       | Rafał Kuchta                 | 564,5        |
| 5. (6.) | WKS Zakopane I       | Wojciech Skupień             | 564,5        |
| 6. (7.) | WKS Zakopane II      | Stefan Habas                 | 522,0        |
| 6. (7.) | WKS Zakopane II      | Bartłomiej Gąsienica-Sieczka | 522,0        |
| 6. (7.) | WKS Zakopane II      | Daniel Bachleda              | 522,0        |
| 7. (8.) | KS Wisła Wisła II    | Tomisław Tajner              | 385,5        |
| 7. (8.) | KS Wisła Wisła II    | Wojciech Tajner              | 385,5        |
| 7. (8.) | KS Wisła Wisła II    | Mirosław Kędzior             | 385,5        |
| 8. (9.) | TS Wisła Zakopane II | Adam Żółtek                  | 470,0        |
| 8. (9.) | TS Wisła Zakopane II | Tomasz Pochwała              | 470,0        |
| 8. (9.) | TS Wisła Zakopane II | Maciej Maciusiak             | 470,0        |

W konkursie wzięło udział 15 zespołów. W nawiasach podano miejsce zajęte w zawodach z uwzględnieniem zagranicznych zespołów.

### Konkurs indywidualny na dużej skoczni (29.03.1998)
| Miejsce  | Zawodnik             | Klub                | Skok 1 | Skok 2 | Punkty |
| -------- | -------------------- | ------------------- | ------ | ------ | ------ |
| 1. (1.)  | Robert Mateja        | TS Wisła Zakopane   | 107,0  | 126,5  | 234,7  |
| 2. (4.)  | Wojciech Skupień     | WKS Zakopane        | 100,5  | 100,5  | 169,7  |
| 3. (6.)  | Adam Małysz          | KS Wisła Wisła      | 95,5   | 99,5   | 159,9  |
| 4. (7.)  | Krystian Długopolski | Start Zakopane      | 97,0   | 95,5   | 152,9  |
| 5. (11.) | Andrzej Młynarczyk   | Start Zakopane      | 88,0   | 92,5   | 131,3  |
| 6. (12.) | Łukasz Kruczek       | LKS Klimczok Bystra | 89,5   | 89,5   | 128,1  |
| 7. (14.) | Mariusz Maciaś       | LKS Klimczok Bystra | 90,0   | 87,5   | 122,4  |
| 8. (15.) | Andrzej Galica       | WKS Zakopane        | 92,0   | 85,0   | 120,5  |

W konkursie wzięło udział 35 zawodników. W nawiasach podano miejsce zajęte w zawodach z uwzględnieniem zagranicznych zawodników.
Drugie miejsce w międzynarodowych zawodach zajął Ján Zelenčík, trzecie Martin Mesík, a piąte Vladislav Sulir (wszyscy trzej byli reprezentantami Słowacji).